# فاطمه سکوانی
فاطمه سکوانی (عربی: فاطمة سكواني؛ زادهٔ ۲۱ مهٔ ۱۹۸۳) بازیکن فوتبال اهل الجزایر است.
وی همچنین در تیم ملی فوتبال Algeria بازی کرده‌است.